# Żdżary (województwo podkarpackie)

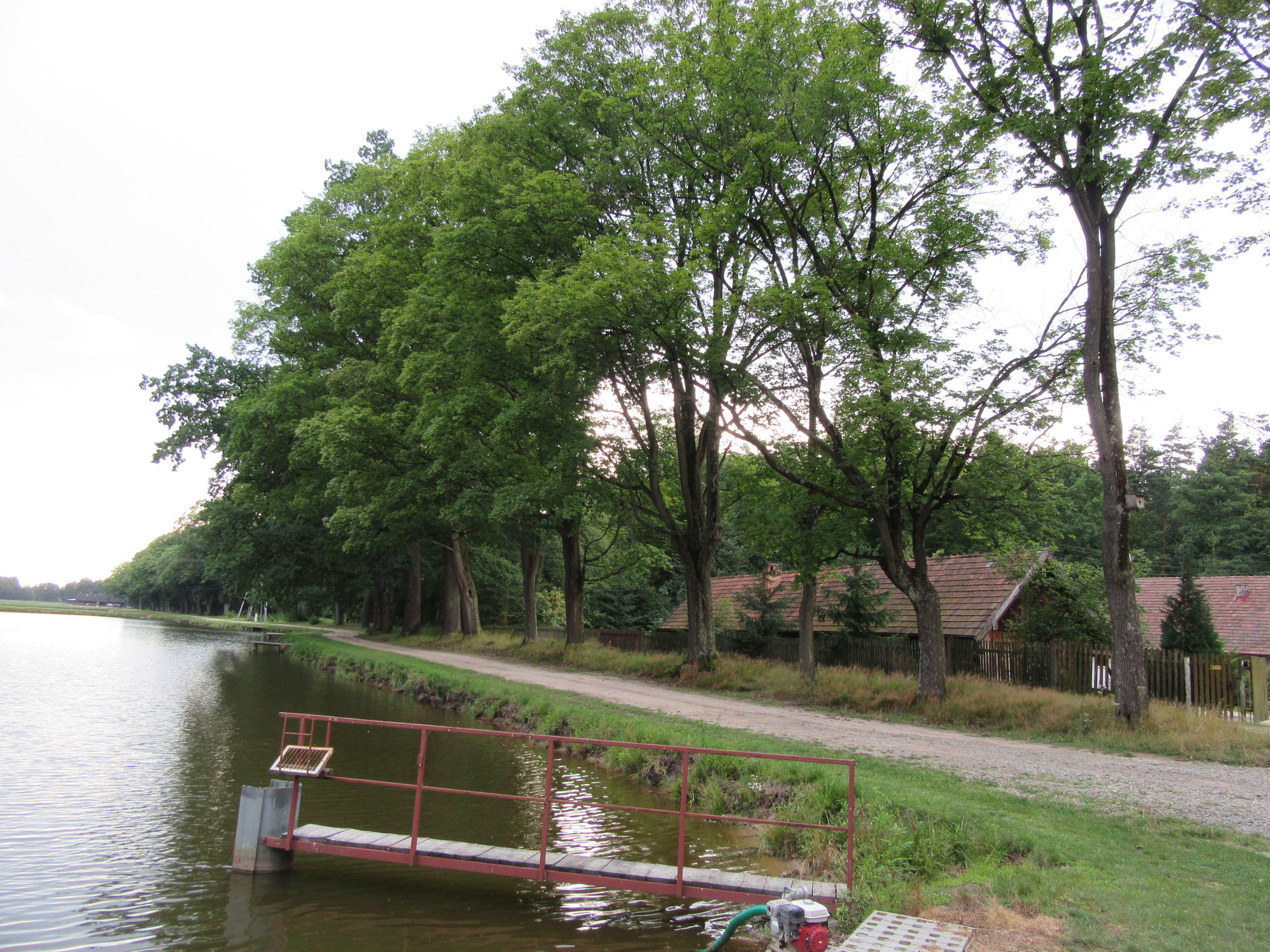
Aleja dębowa w Żdżarach

Żdżary (do 14 lutego 1968 Zdziary) – wieś w Polsce, położona w województwie podkarpackim, w powiecie dębickim, w gminie Czarna.
Wieś w powiecie pilzneńskim w województwie sandomierskim w XVI wieku. W latach 1975–1998 miejscowość należała administracyjnie do województwa tarnowskiego.

## Integralne części wsi
| SIMC    | Nazwa        | Rodzaj     |
| ------- | ------------ | ---------- |
| 0816612 | Barnasie     | część wsi  |
| 0816629 | Cygany       | część wsi  |
| 0816635 | Grabica      | część wsi  |
| 0816641 | Koniec       | część wsi  |
| 0816658 | Las          | część wsi  |
| 0816664 | Leśnictwo    | część wsi  |
| 0816670 | Ługi         | część wsi  |
| 0816687 | Łysa Góra    | część wsi  |
| 0816799 | Mazury       | przysiółek |
| 0816693 | Nowa Wieś    | część wsi  |
| 0816701 | Nowe Zagrody | część wsi  |
| 0816718 | Olszyny      | część wsi  |
| 0816724 | Podlas       | część wsi  |
| 0816730 | Poręby       | część wsi  |
| 0816747 | Wolaki       | część wsi  |
| 0816753 | Zagórze      | część wsi  |
| 0816760 | Zagrody      | część wsi  |
| 0816782 | Źródła       | część wsi  |
| 0816776 | Żurawiniec   | część wsi  |

## Historia
Pierwotna nazwa Zdziary oznacza tyle co żwir, rumowisko skalne i odnosi się do miejscowej gleby.
Pierwsza wzmianka o wsi pochodzi z 1416 z protokołu Ksiąg Ziemskich Pilzneńskich.
Wieś należała do rodu Gryfitów do połowy XVI wieku. Na rozwoju wsi zaważyły darniowe rudy żelaza, które eksploatowali rudnicy (górnicy rud). Kolejnym właścicielem stał się w połowie XVI wieku hetman Jan Tarnowski. Następnie wieś wiele razy zmieniała właścicieli. Po pierwszym rozbiorze w 1772 wieś trafiła w granice cesarstwa Austrii, w których była do końca I wojny światowej, a więc przez 146 lat.
Swój niechlubny udział Żdżary miały w „rzezi galicyjskiej” gdzie żdżarscy chłopi odegrali dość poważną rolę.
Ważną datą w historii wsi jest noc z 14 na 15 sierpnia 1944, gdzie rozbił się na jej polach aliancki samolot niosący pomoc powstańcom warszawskim. Był to angielski samolot bombowy z dywizjonu 178 RAF trafiony przez artylerie niemiecką na froncie w okolicach Dębicy. Na miejscu zginęła siedmioosobowa załoga. Pięciu Anglików i dwóch obywateli RPA. Dziś miejsce katastrofy upamiętnia usytuowany tam głaz, szkoła dba o pamięć o tym wydarzeniu i utrzymuje kontakty z ambasadą brytyjską w Warszawie. Sama szkoła nosi imię nadane w 1999 Lotników Brytyjskich.